# Cornelis Valkenier

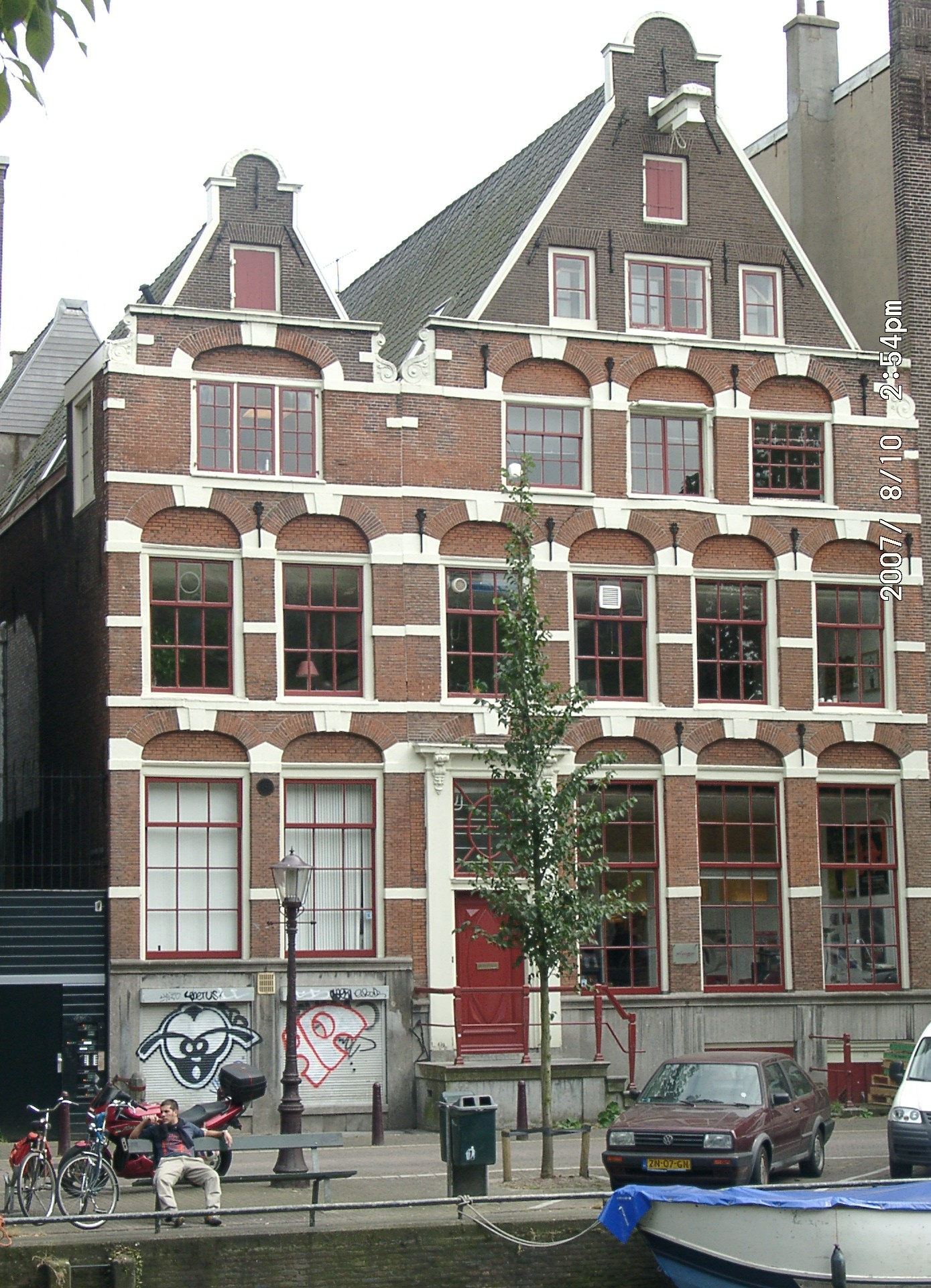
Het huis van Cornelis Valckenier op de Kloveniersburgwal

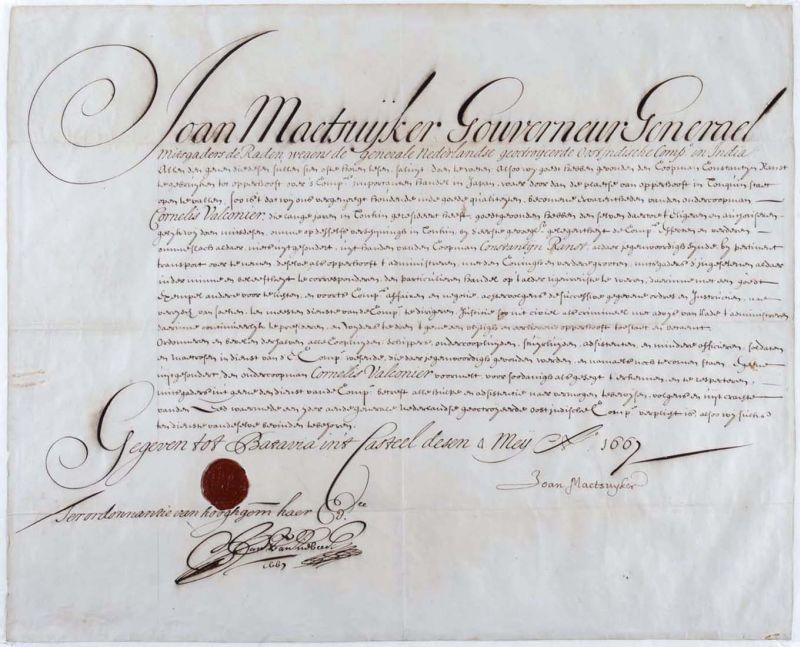
Aanstellingsakte van de onderkoopman Cornelis Valconier tot opperhoofd in Tonkin

Cornelis Valckenier (Amsterdam, 19 maart 1640 – Amsterdam, 18 maart 1700) was burgemeester van Amsterdam in 1696 en 1699. Cornelis, die behoorde tot de patriciërfamilie Valckenier, begon zijn carrière in 1660 als boekhouder op het schip de Loosduijnen en koopman in dienst van de VOC. Hij is bevorderd tot opperhoofd van Tonkin (1667-1672) in Vietnam. Hij trouwde in Oost-Indië op 21 februari 1669 met Catharina van Heijningen en werd admiraal van de retourvloot in 1675. Terug in Amsterdam werd hij kapitein in de schutterij in 1676. Hij kocht een huis op de Kloveniersburgwal en werd opgenomen in de vroedschap 1678-1700. In 1677 werd Valckenier eigenaar van de buitenplaats Valk en Heining in Baambrugge. In 1678 kreeg hij als een van de eersten toestemming zijn plezierjacht onder de brug te leggen. Hij is benoemd tot schepen in 1680, en was een van de eerste directeuren van de Sociëteit van Suriname (1683-1700). Cornelis Valckenier en Jacob Boreel speelden een belangrijke rol in de eerste jaren van de Sociëteit.